# 가린샤
마누에우 프란시스쿠 두스 산투스(Manuel Francisco dos Santos, 1933년 10월 28일~1983년 1월 19일)는 가린샤(Garrincha, 작은 새라는 뜻)라는 이름으로 잘 알려진 브라질의 은퇴한 축구 선수이다. 주로 오른쪽 윙어로 뛰었다.

## 생애
가힌샤는 어릴 때 앓은 소아마비 때문에 다리가 바깥으로 휘어지고 다리의 길이도 달랐는데, 이 때문에 그는 수비수들이 막기 힘든 특이한 드리블을 할 수 있었으며 '드리블의 황제'로 불리게 되었다. 그는 브라질 국가대표팀이 1958년과 1962년 월드컵에 우승하는 데 큰 공헌을 했으며, 그의 프로 축구선수 인생의 대부분을 브라질의 클럽 보타포구에서 보냈다. 
아이큐가 낮은 탓에 축구는 굉장히 잘했지만 돈을 관리하는 방법을 몰랐으며 갑자기 스타덤에 오르는 바람에 축구 선수로 번 돈을 닥치는 대로 술을 사서 마시는 데 탕진했다. 그 결과 은퇴 후 알코올 중독으로 인한 간경변으로 1983년 1월 19일 향년 50세로 사망했다.

## 평가
FIFA는 그를 펠레 이전 가장 뛰어난 브라질 선수로 평가하고 있으며, 1999년에는 IFFHS도 이와 비슷한 평가를 했는데, 그를 20세기 브라질에서 두 번째로 뛰어난 선수로 평가했다; 브라질의 많은 축구 역사가들도 그를 '최소한 펠레'로 평가하고 있다. 그는 드리블의 황제로도 명성을 떨쳤지만, 크로스를 올리는 데나 프리킥을 차는 데에 있어서도 놀라운 모습을 보였다.

## 주요 경력

### 브라질
- FIFA 월드컵 : 1958, 1962

### 개인
- 발롱도르 드림팀 실버[1] : 2020
- FIFA 월드컵 득점왕 : 1962
- FIFA 월드컵 역대 베스트 : 1994
- 20세기 세계 축구 베스트 : 1998
- 월드사커 20세기 최고의 선수 20위
- 레퀴프 남미 최고의 선수 5위
- 브라질 축구 박물관 명예의 전당[2]

## 같이 보기
- 가린샤 클럽
- 펠레